# Лазарев, Дмитрий Геннадьевич
Дми́трий Генна́дьевич Ла́зарев (род. 17 января 1975, Москва, СССР) — тренер сборной команды России по плаванию, Заслуженный тренер России, Мастер спорта СССР по плаванию. Личный тренер серебряного и бронзового призёра Олимпийских игр 2020 года, многократного чемпиона Мира, Европы и России, рекордсмена Мира на дистанции 50 метров на спине, Заслуженного мастера спорта России Климента Колесникова.
Окончил с красным дипломом Московскую государственную академию физической культуры (МГАФК) в 1996 году.

## Награды и звания
В 2018 году Дмитрию Лазареву было присвоено почетное спортивное звание «Заслуженный тренер России».
Указом Президента Российской Федерации от 1 июля 2022 года Дмитрию Лазареву присвоена государственная награда — Медаль Ордена «За заслуги перед Отечеством» 1-й степени.